# Beurre monté
Le beurre monté est une préparation de beurre fondu qui reste émulsionné à des températures plus élevées que la température normale à laquelle le beurre se décompose habituellement. Le terme « beurre monté » désigne aussi bien la sauce de beurre fondu elle-même que la méthode de préparation.
Le beurre est une émulsion de 2 % de résidus solides de lait, 80 % de matière grasse (beurre clarifié) et de 18 % d'eau. À 70 °C, le beurre se décompose normalement en ses différents composants. Toutefois, dans le cas d'un beurre monté, il est chauffé de telle manière que le beurre peut rester émulsionné même jusqu'à 82−88 °C. Il peut alors être utilisé en sauce, en tant qu'ingrédient pour d'autres sauces. Il peut servir à pocher des aliments ou bien laisser reposer la viande après cuisson.